# Kateri Tekakwitha
Kateri Tekakwitha, även Kateri Tekákwitha, född 1656 i Ossernenon (idag Auriesville i delstaten New York), USA, död 17 april 1680 i Kahnawake, Québec, Kanada, var en jungfru och dotter till en mohawkkrigare och en kristen kvinna. Hon vördas som helgon i Romersk-katolska kyrkan, med minnesdag den 17 april.

## Biografi
Kateri Tekakwitha konverterade till kristendomen och döptes 1676, men kom på grund av detta att förföljas och förskjutas av sitt eget folk. Hon flyttade då till Kanada, där hon avlade kyskhetslöfte och levde ett liv i bön. Hon ägnade sig åt att vårda sjuka och gamla.
Kateri Tekakwitha utropades som venerabilis 1943 och saligförklarades 1980. Hon helgonförklarades 2012.